# Carl Justus Andrae
Carl Justus Andrae, auch Karl (Carl) Justus Andrä, (* 1. November 1817 in Naumburg (Saale); † 8. Mai 1885 in Bonn) war ein deutscher Paläobotaniker,  Geologe und Mineraloge.

## Leben
Carl Justus Andrae war der Sohn eines Polizeisekretärs und wuchs in Breslau auf, wo er 1838 sein Abitur machte. Ab 1839 studierte er zunächst in Breslau und ab 1840 in Halle. Er wurde 1843 in Halle bei Ernst Friedrich Germar promoviert (De plantarum 5 generibus statu fossili repertis lithantracum Vettinensium Löbejünensiumque fodinis) und war danach einige Jahre Lehrer an der Realschule in Halle. 1848 habilitierte er sich in Halle (De formatione tertiaria Halae proxima) in Mineralogie, Geognosie und Petrefaktenkunde. Im gleichen Jahr 1848 unternahm er eine geologisch-palöäontologische Erkundungsreise nach Siebenbürgen, wobei er viel fossile Pflanzen sammelte, und wertete die Ergebnisse in einem zweijährigen Aufenthalt in Wien am Naturhistorischen Museum aus. Dabei wurde er vom preußischen Kultusministerium unterstützt, so dass sich viele Teile der Sammlungen heute im Naturkundemuseum in Berlin finden. Er sammelte aber auch in der Umgebung von Halle (Teile seiner Sammlung sind im Geiseltalmuseum) und um Bonn.
Ab 1860  war er Kurator der Mineraliensammlung an der Universität in Bonn, dort Privatdozent und später außerordentlicher Professor für Geologie und Paläontologie.
Von ihm stammen neben Veröffentlichungen in der Paläobotanik ein Lehrbuch der Mineralogie und Mineralienbestimmung (Oryktognosie), eine Geologische Karte von Halle (1850, 1:40000, mit Auswertung von Bohrprofilen und Unterstützung des Markscheiders Märker aus Wettin) und eine Beschreibung der Geologie der Umgebung von Magdeburg. Er war auch 1844 bis 1853 an der Herausgabe des umfangreichen Werks seines Lehrers E. F. Germar über die Versteinerungen im Steinkohlenrevier von Wettin und Löbejün beteiligt. Ein Verzeichnis der dort vorkommenden fossilen Pflanzen veröffentlichte er schon 1849/50 im Jahresbericht des naturwissenschaftlichen Vereins für Sachsen und Thüringen. 1851 veröffentlichte er eine Arbeit über die geologischen Verhältnisse von Magdeburg und Umgebung mit besonderer Rücksicht auf die Steinkohle.
1864 veröffentlichte er ein Lehrbuch der Mineralogie mit Handbuchcharakter (mit vielen von ihm erstellten Kristallzeichnungen).
Er war lange Schriftführer des Naturhistorischen Vereins der Preußischen Rheinlande. Der Verein erhielt auch seinen Nachlass zu seinem Herbarium.

## Schriften
- Erläuternder Text zur geognostischen Karte von Halle, Halle 1850.
- Die Geognostischen Verhältnisse Magdeburg's in Rücksicht auf die Steinkohlenfrage, Magdeburg 1851.
- Lehrbuch der Oryktognosie, Braunschweig 1864.
  - auch als: Lehrbuch der gesamten Mineralogie, Braunschweig 1864
- Vorweltliche Pflanzen aus dem Steinkohlengebirge der preußischen Rheinlande und Westphalens, Bonn: A. Henry 1865 bis 1869.
- Beiträge zur Kenntnis der fossilen Flora Siebenbürgens und des Banates, 1855.